# Henry Scott Tuke
Henry Scott Tuke (York, 12 de junio del año 1858 - Falmouth, 13 de marzo de 1929) fue un pintor y fotógrafo inglés. 
En sus pinturas se muestra atracción por el erotismo de la representación de jóvenes desnudos o con muy poca ropa (normalmente en grupo, o en pareja), en contacto con la naturaleza, por lo que ha llegado a ser considerado uno de los pioneros de la cultura gay. Por otra parte, su constante acercamiento a la naturaleza muestra su adoración por el mar y su afición a la navegación y a nadar.

## Biografía

### Primeros años y estudios
Tuke nació en York en una familia de cuáqueros. En 1874, él y su familia se mudaron a Londres, donde fue educado en el Slade School of Art.
Tras su graduación en el año 1880, viajó hasta Italia donde vivió un pequeño periodo en Florencia y estudió pintura. 
Después marchó a París, donde vivió durante tres años, desde 1881 hasta 1883. Allí estudió con Jean-Paul Laurens y conoció al pintor estadounidense John Singer Sargent, el cual también fue un pintor homoerótico, aunque es algo poco sabido de su vida. Durante esta época también conoció a Oscar Wilde y otros poetas y escritores, la mayoría homosexuales (usualmente denominados uranistas). Tuke llegó a escribir un poema dedicado a la juventud que publicó anónimamente en el periódico The Artist. También colaboró en un ensayo en otro periódico llamado The Studio.

## Galería

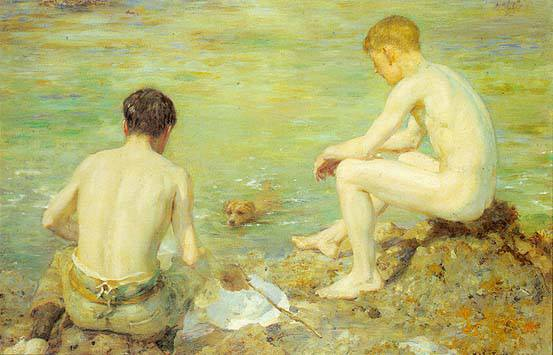
Los tres compañeros (1905).
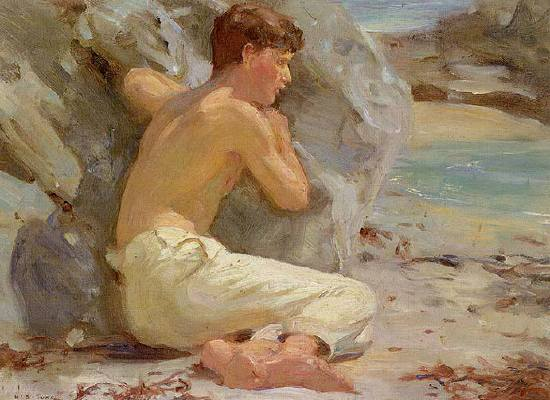
Joven con pantalones blancos.
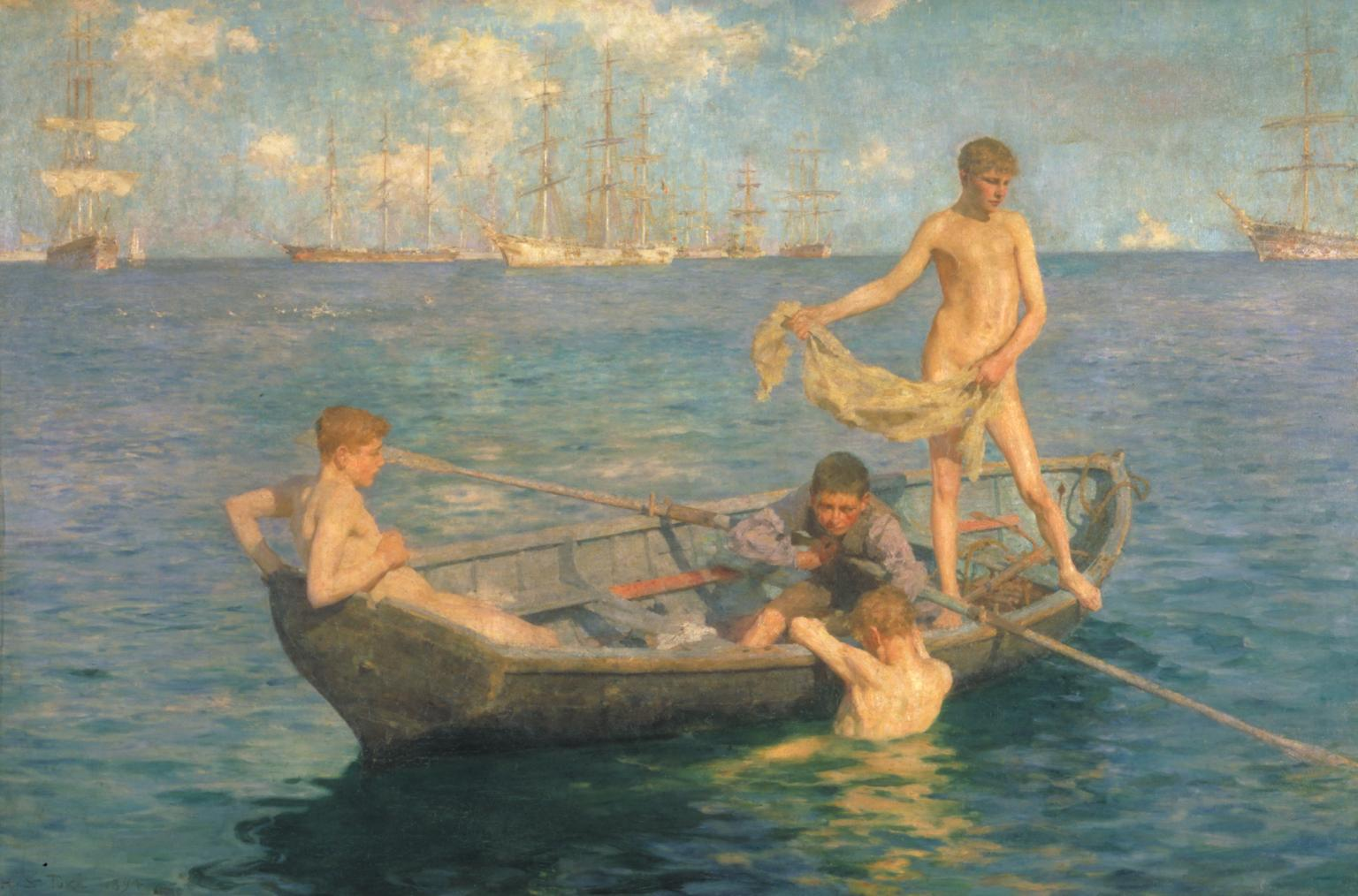
Agosto azul (1893).
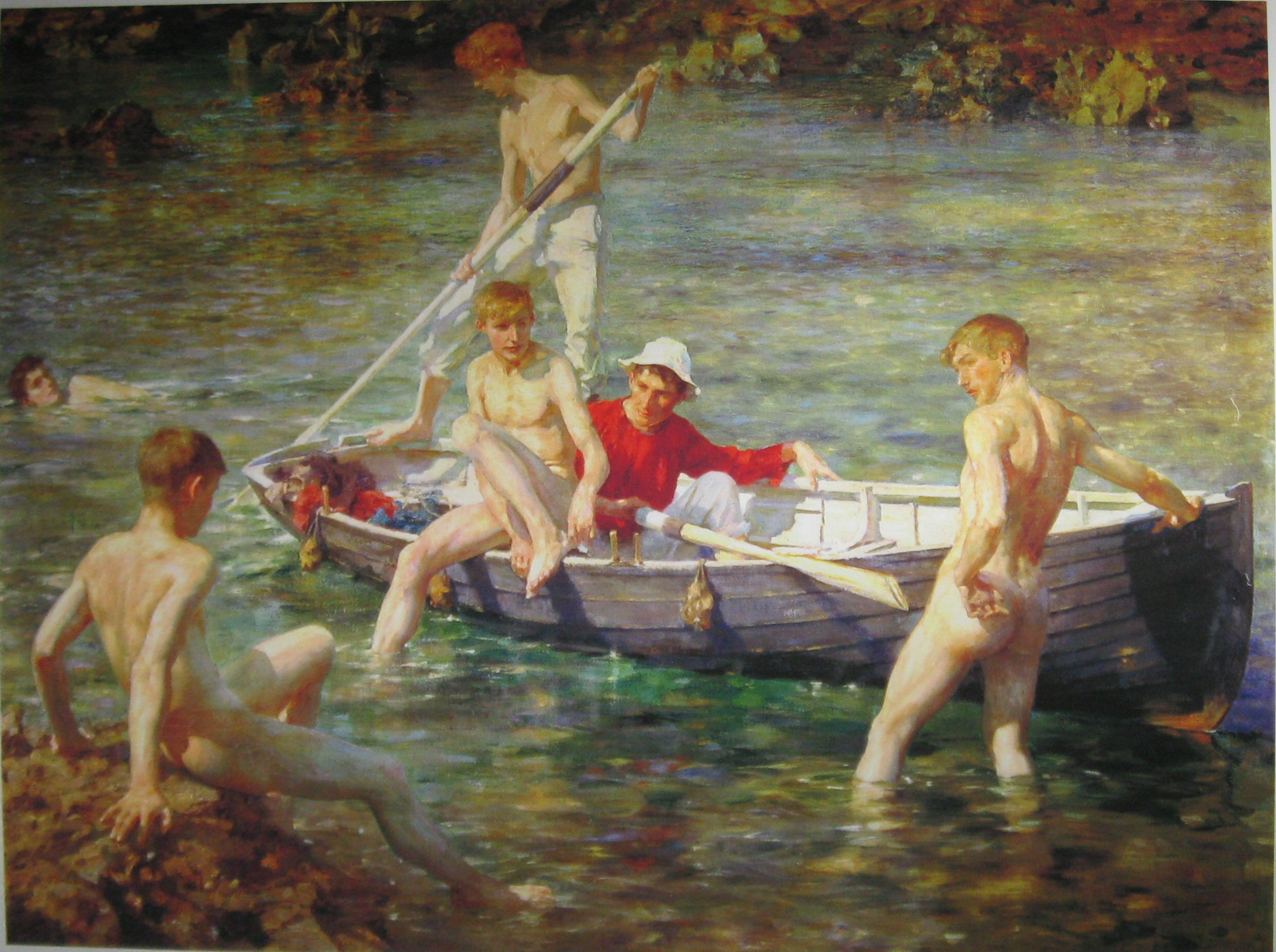
Rubí, oro y malaquita (1902).
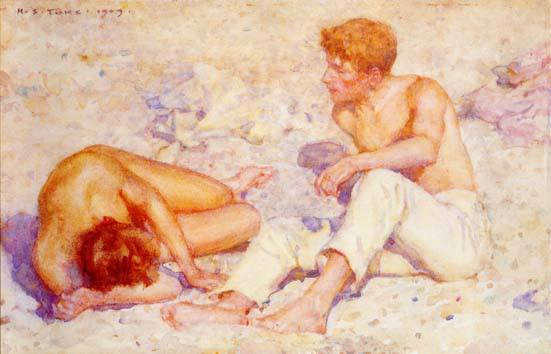
Dos chicos en la playa (1909).

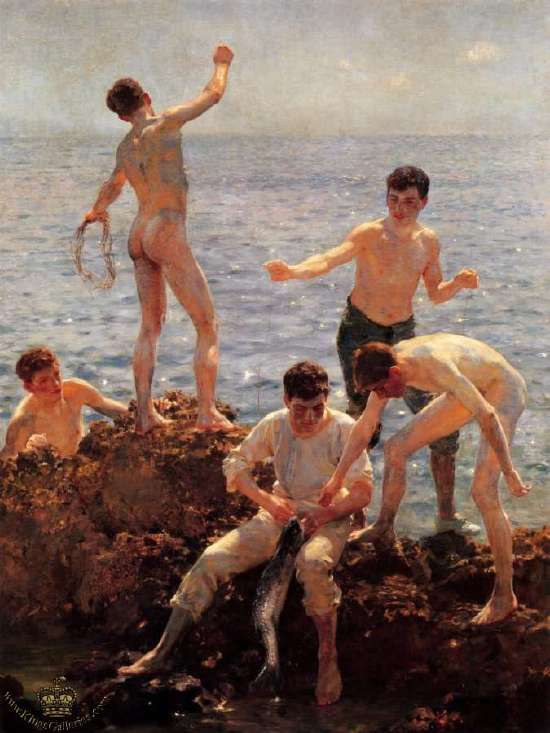
Amantes del sol (1922).
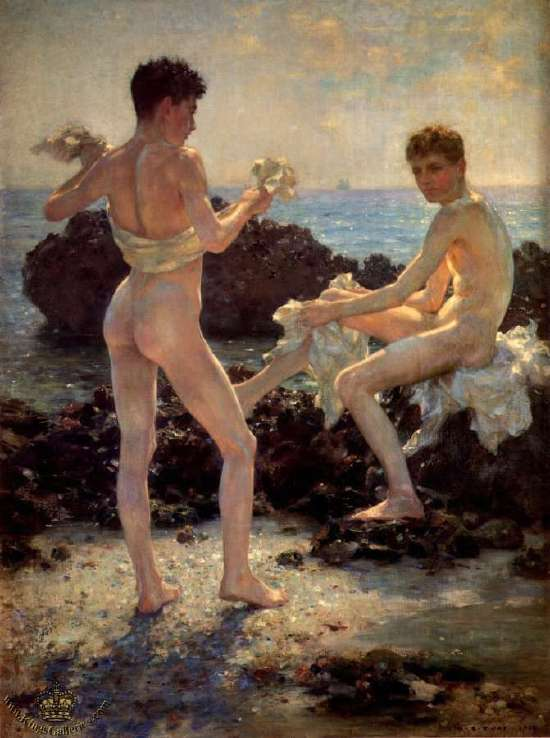
Bajo el sol poniente (circa 1917).
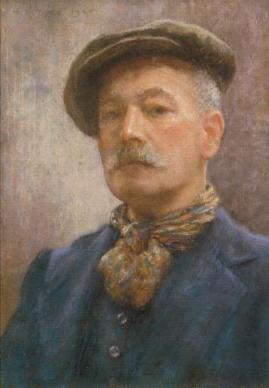
Autorretrato (1920).
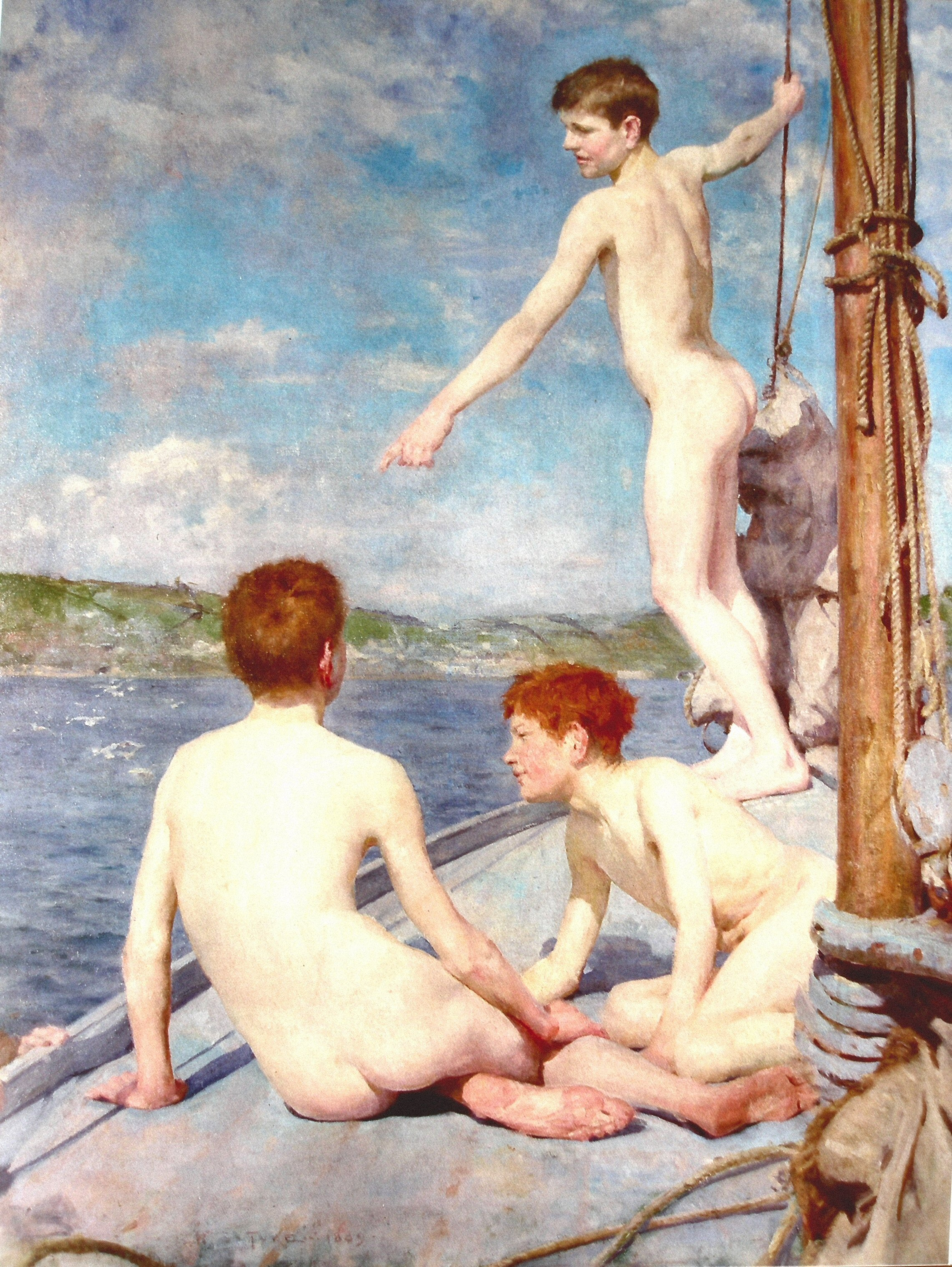
Los bañistas (1889).
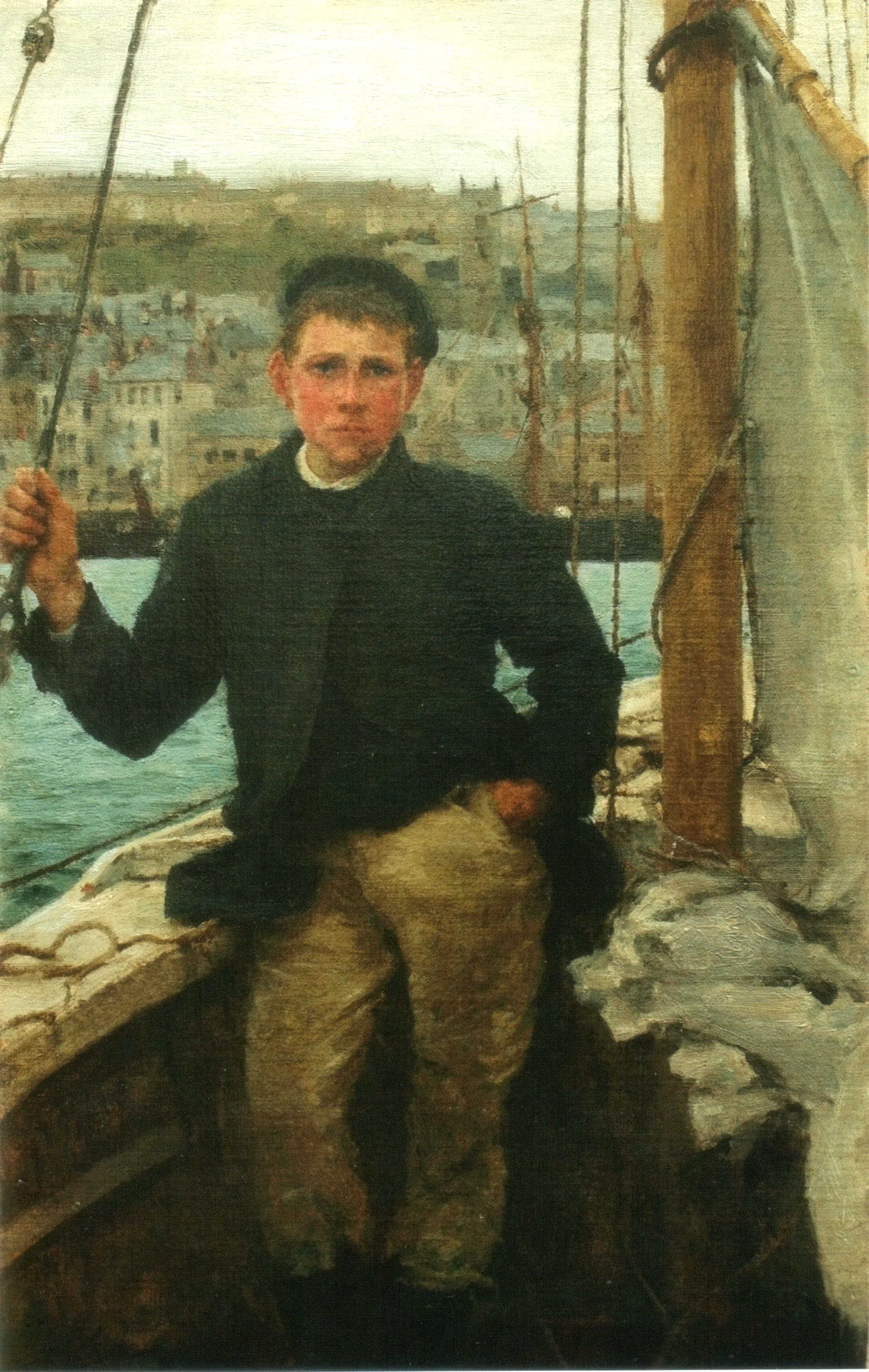
Nuestro Jack (c. 1886).